# Anatidae

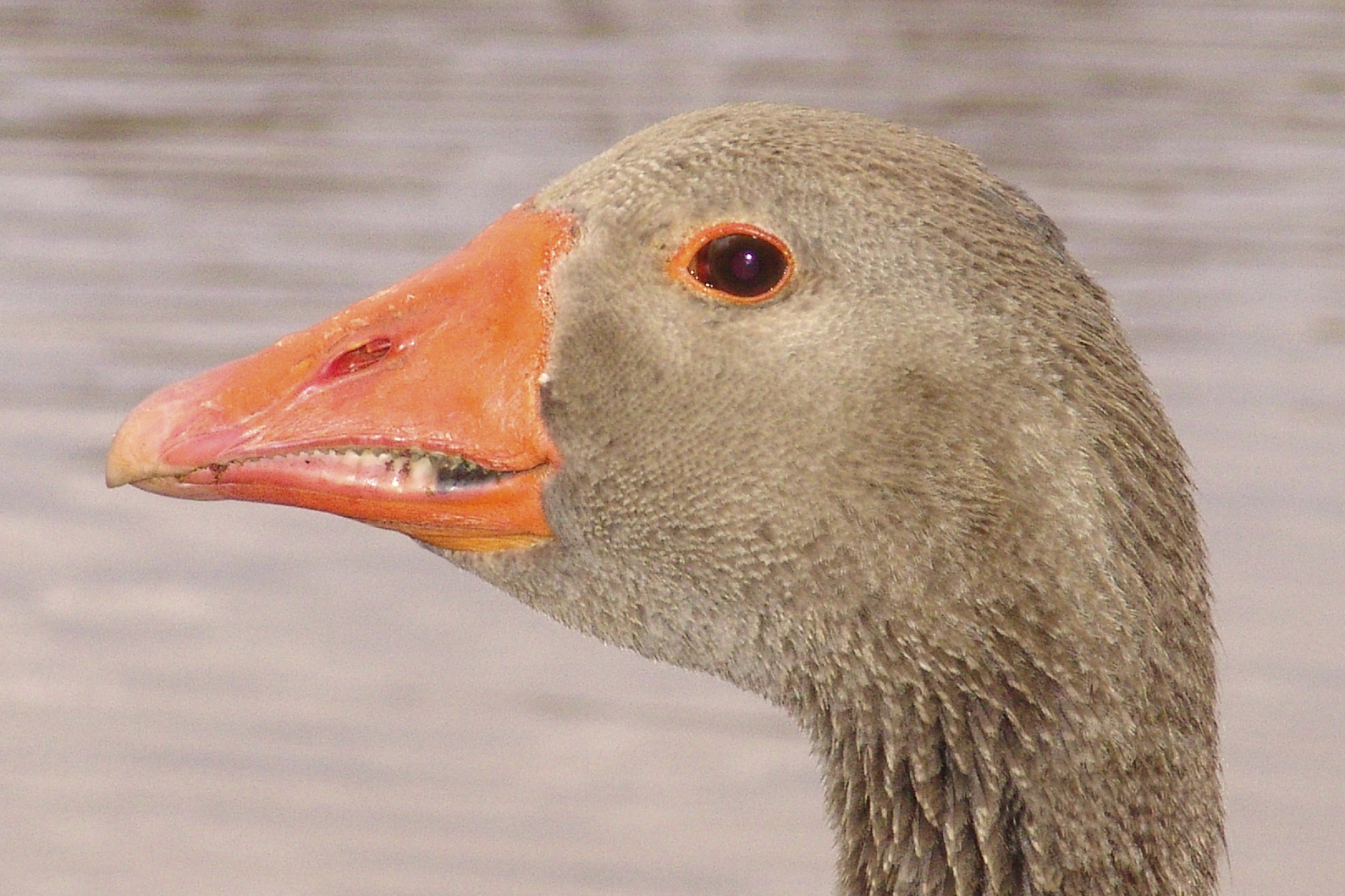
Ganso

Anatidae (os membros sendo chamados de anatídeos) é uma família biológica de aves anseriformes que inclui os patos, gansos e cisnes. É uma família de distribuição cosmopolita, ocorrendo em todos os continentes com exceção da Antartica. Essas aves são adaptadas a nadar e flutuar na superfície da água, em alguns casos ao mergulho em águas rasas. Essa família contem cerca de 174 espécies distribuídas em 53 gêneros (O Ganso-alvinegro foi considerado parte da Anatidae mas agora é alocado em sua propria família, a Anseranatidade). São aves geralmente herbívoras com comportamento monogâmico. Um número de espécies realiza migrações anuais. Algumas espécies foram também domesticadas. 

## Descrição e ecologia

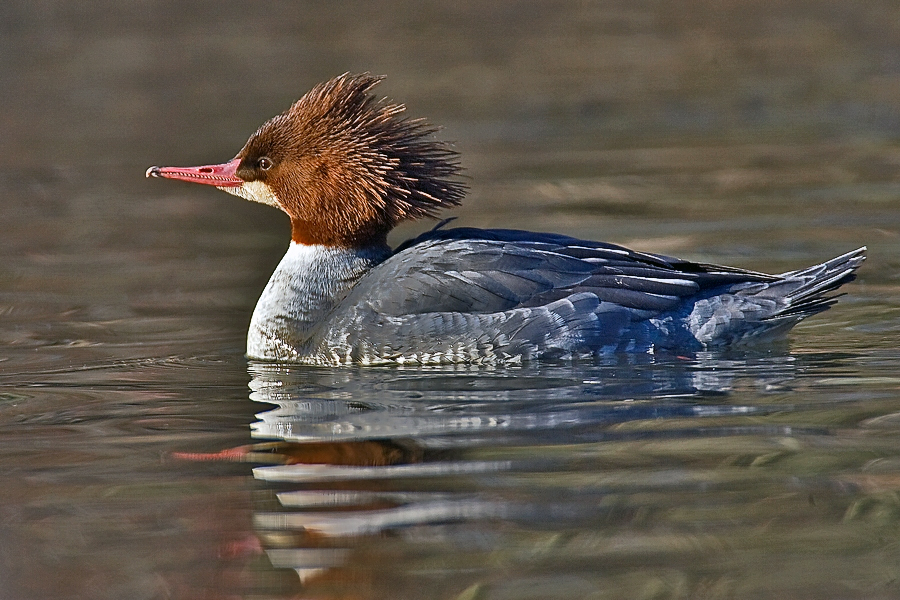
Merganso-grande (Common Merganser)

Os patos, gansos e cisnes vão de aves pequenas a grandes com corpo amplo e alongado. As espécies com capacidade de mergulho tendem a ser mais arredondadas. O tamanho das espécies varia, indo desde o gansinho-oriental(Nettapus coromandelianus), que chega a 26,5cm e 164g, até o grande cisne-trombeteiro(Cygnus buccinator) que chega a imponentes 183cm e 17,2kg. Possuem asas curtas e apontadas que são mantidas por musculos fortes que geram batidas rápidas durante o voo. Eles geralmente tem o pescoço alongado, com o comprimento variando entre as espécies. As pernas são curtas e fortes, sendo situadas na parte mais traseira do corpo, principalmente nas espécies mais adaptadas ao meio aquático. Por conta dessas características, podem apresentar um caminhar desajeitado. Suas patas possuem membrana interdigital adaptada para o nado. O bico contém lamelas serrilhadas que lembram pequenos dentes, que servem para filtrar alimento.
Suas penas tem alguma impermeabilidade, devido ao óleo que utilizam. Alguns patos apresentam dimorfismos sexual, com os machos tendo penas mais brilhantes que as fêmeas (no entanto a situação é reversa em espécies como a Tadorna-do-paraíso). Os cisnes, gansos e marrecos assobiadores não apresentam essa diferença. São aves vocalizadoras, emitindo uma variedade de sons como grasnados, buzinas, guinchos e trombetas a depender da espécie; com as fêmeas tendo maior profundidade que os machos.
Os anatídeos são geralmente herbívoros quando adultos, comendo uma variedade de plantas aquáticas, porem algumas espécies podem comer peixes, moluscos ou artrópodes aquáticos. O gênero Mergus são primáriamente ictiófagos, possuindo bico serrilhado que ajuda a capturar os peixes. Em um número de espécies, as aves jovens se alimentam de uma grande proporção de invertebrados, mas se tornam puramente herbívoros quando adultos.

## Reprodução
Os anatídeos são geralmente reprodutores por temporada e monogâmicos. O nível de monogamia varia com as famílias; muitos dos patos menores mantem o casal por uma única temporada e encontram outro parceiro para o ano seguinte, enquanto os grandes cisnes, gansos e alguns dos patos mais territoriais mantém esse vinculo por vários anos, chegando em alguns casos a ser por toda a vida. No entanto, a cópula forçada com outras fêmeas ocorre comumente, ocorrendo em 55 espécies de 17 gêneros.
Anatidae corresponde por grande proporção dos 3% das aves que possuem um pênis, com variados tamanhos, formas e estruturações. Muitas espécies se adaptaram para copular apenas na água. Eles constroem ninhos simples com os materiais que tem ao seu alcance, muitas vezes os revestindo com penugem que as fêmeas arrancam do peitoral. Na maioria das espécies, apenas a mãe choca os ovos. Os filhotes são precociais e são capazes de se alimentar desde o nascimento.  Há uma espécie de comportamento diferente das demais, a Marreca-de-cabeça-preta, que é um "parasita de ninhos" que posta seus ovos nos ninhos de outras aves. 

## Sistemática
O nome da família Anatidae foi introduzido em 1820 pelo zoologista inglês William Elford Leach num guia de conteúdo do Museu Britânico. A estrutura da família Anatidae é simples, e as espécies que pertencem a ela foram pouco debatidas e como tal, as relações entre as subfamílias e tribos dentro dela são ainda pouco compreendidas.
A sistemática da Anatidae está em estado de fluxo. Inicialmente foi dividida em 6 subfamílias, posteriormente um estudo das características anatômicas feitos por Livezey sugeriu que a família era melhor dividida em 9 subfamílias. Essa classificação foi popular entre os anos 80 e 90.  Mas, analises de sequenciamento de DNA Mitocondrial indicam que, por exemplo, que os gêneros formadores da tribo Aythyini e os formadores da subfamília Anatinae não podem pertencer à mesma subfamília.
Por conta da capacidade de produzir híbridos férteis, as análises de mtDNA tendem a não ser fontes confiáveis para informações filogenéticas em aves anseriformes, principalmente nos patos. Em casos raros, é possível a hibridização até mesmo além do gênero. Como o tamanho das amostras de muitos estudos moleculares que estão disponíveis é pequeno, deve se ter cautela em considerar resultados obtidos de mtDNA.
Embora ainda esteja faltando uma revisão abrangente do Anatidae que une todas as evidências em uma filogenia robusta, as razões para os dados confusos são pelo menos claras: foi demonstrado pelo fóssil de um Vegavis iaai - ave aquática moderna do Cretáceo Superior - os Anatidae são um grupo de aves antigo entre as modernas. Seus primeiros ancestrais diretos embora não documentados por fósseis, podem ser considerados contemporâneos de dinossauros não-aviários. O longo período evolutivo e as mudanças de um estilo de vida aquático para outro tornaram obscuras muitas plesiomorfias, enquanto apomorfias aparentemente são resultado de uma evolução paralela, como exemplo podemos usar os gêneros Dendrocygna, Amazonetta e Cairina que apresentam a característica de não serem mergulhadores.
Em outra opção, os anatídeos podem ser divididos em três subfamílias diretas consistindo em patos, gansos e cisnes, contendo os grupos aqui apresentados como tribos onde os cisnes são separados na subfamília Cygninae, os gansos na Anserinae(que contaria também com os patos assobiadores) e finalmente os Anatinae com todos os outros clados.

## Gêneros
A International Ornithologists' Union(União Internacional de Ornitologia) diz que a família Anatidae é classificada em 174 espécies reconhecidas distribuidas em 53 gêneros, sendo 32 deles monotípicos, com 8 destas espécies sendo consideradas extintas. As subfamílias podem ser classificadas assim:

#### Dendrocygninae

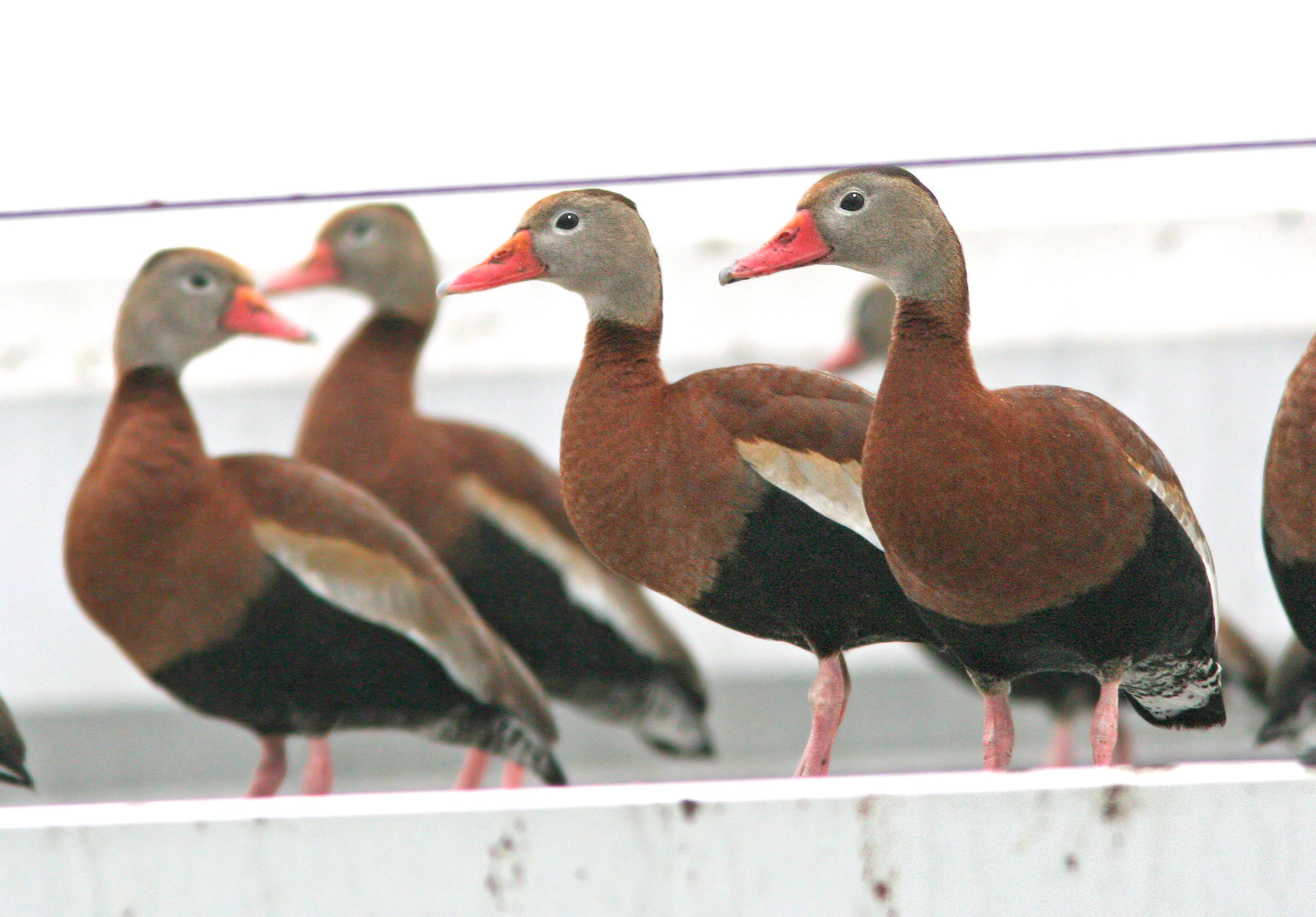
Marreca-cabocla (Dendrocygna autumnalis), ave comum nas américas.

Contém dois gêneros pan-tropicais, assemelhados a pequenos patos de pernas longas. 
- Dendrocygna - as marrecas assobiadoras, contém 8 espécies vivas.
- Thalassornis - monotípica, contém apenas o Pato-de-dorso-branco

#### Anserinae

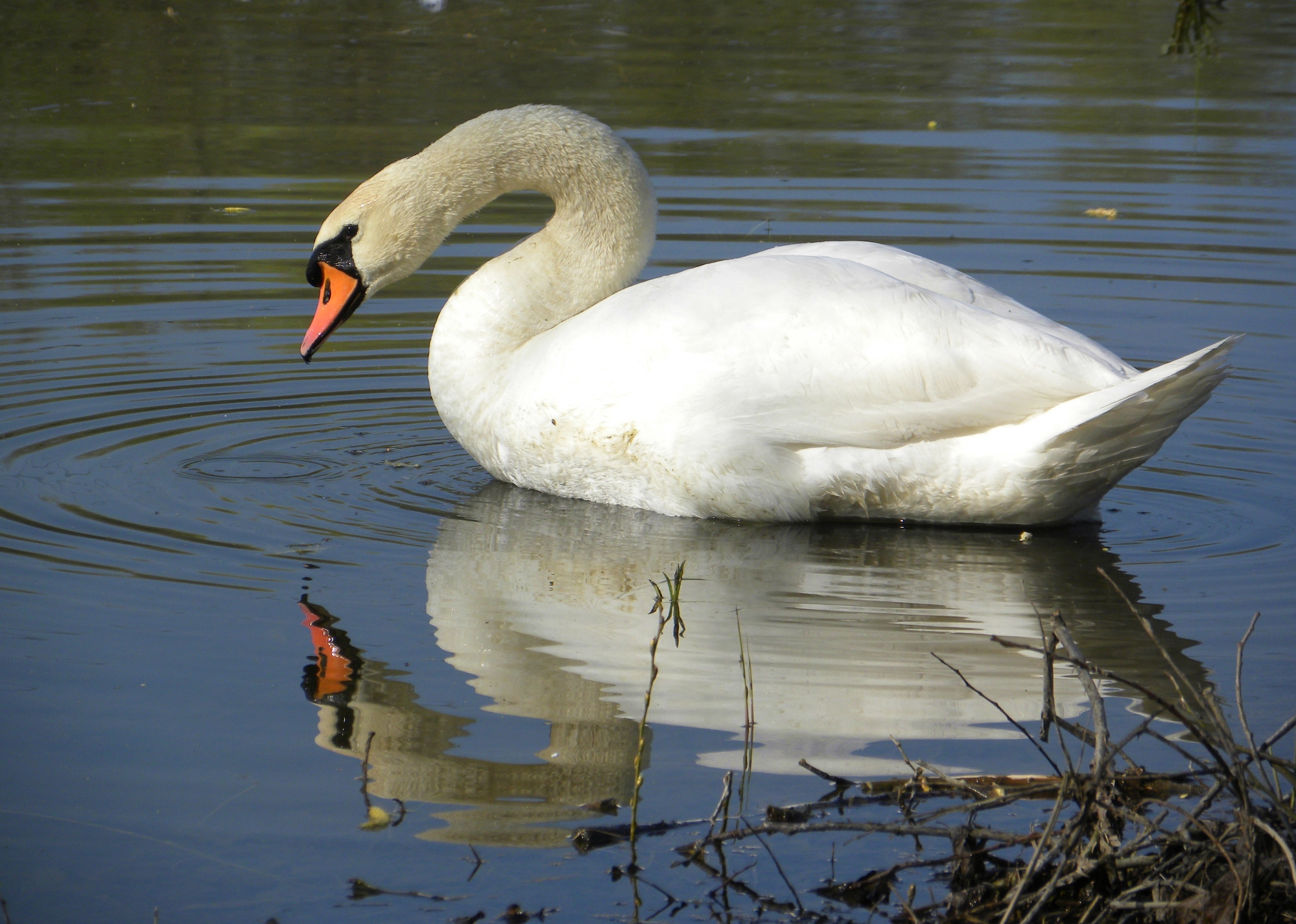
Cisne-branco(Cygnus olor), uma das maiores aves da família.

Compreende aos cisnes e gansos verdadeiros. Conta com 3 a 7 gêneros existentes e 25 a 30 espécies vivas que habitam o temperado Hemisfério Norte, com algumas espécies no Hemisfério Sul. Os cisnes constam em apenas um gênero (podendo ser dois em alguns estudos) e os gansos em até três gêneros (ou dois dependendo do estudo). Algumas outras espécies podem ser alocadas nesta subfamília, mas são mais distintas do padrão.
- Cygnus - os cisnes verdadeiros, separados em 6 espécies, com quatro delas sendo por vezes separadas num gênero alternativo chamado Olor.
- Anser - um dos dois gêneros de gansos verdadeiros que consiste em 11 espécies, chamados de gansos-cinzentos e também os gansos-brancos(estes podendo ser alocados num gênero a parte chamado Chen).
- Branta - o outro gênero de gansos verdadeiros, consta de 6 espécies vivas de gansos chamados de "gansos-pretos".

#### Stictonettinae
Um único gênero monotípico encontrado na Austrália, antes incluído em Oxyurinae, mas sua anatomia sugere um ancestral de linhagem distinta, podendo ser mais próxima da Anserinae ou do Ganso-Cinzento (Cereopsis novaehollandiae).
- Stictonetta - Pato-sardento;

#### Plectropterinae
Um único gênero monotípico africano, antes pertencendo ao grupo de "patos empoleirados", mas mais próximo a Tadorninae.
- Plectropterus - Pato-ferrão.

#### Tadorninae

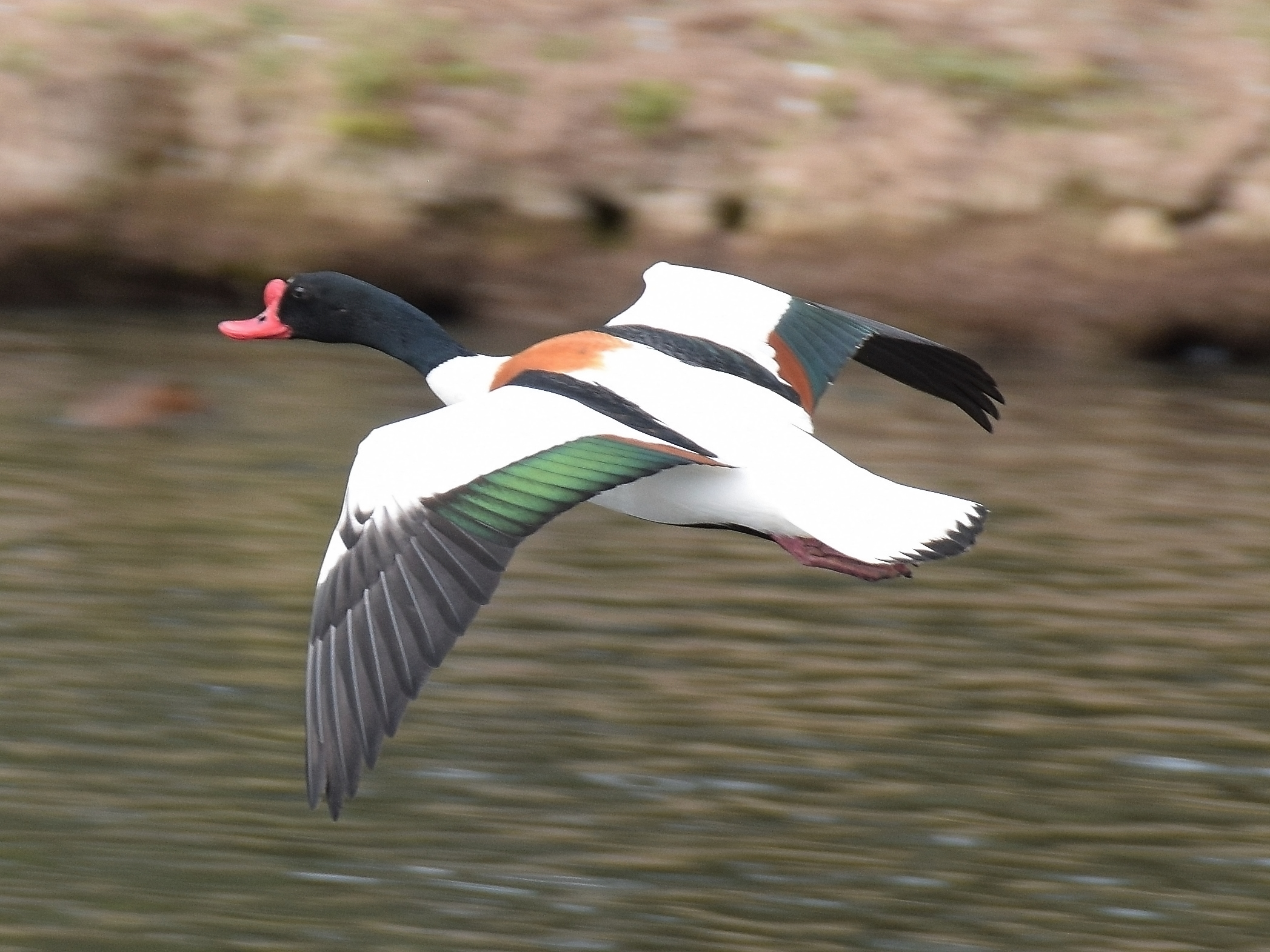
Tadorna-comum(Tadorna tadorna) em voo.

Compreende as chamadas Tadornas que podem também ser chamados por vezes, dependendo da espécie, de gansos, marrecas e patos. É um grupo de aves aquáticas semi-terrestes de tamanho maior, que se situa entre Anserinae e Anatinae, com pernas mais longas. Uma revisão de 1986 resultou na inclusão de 10 gêneros existentes com cerca de 12 espécies vivas e 1 provavelmente extinta nessa subfamília; principalmente habitantes do Hemisfério Sul, mas algumas no norte. Algumas afiliações de gêneros foram posteriormente questionadas e a formação tradicional do grupo é provavelmente parafilético.
- Alopochen - gênero composto por uma única espécie viva, o Ganso-do-egito; contém duas ou três espécies extintas.
- Chloephaga - chamados de gansos, gênero composto de cinco espécies vivas, todas sul-americanas.
- Hymenolaimus - gênero monotípico composto apenas pelo Pato-Azul.
- Merganetta - gênero monotípico composto unicamente pelo Pato-das-torrentes.
- Neochen - gênero composto de uma espécie viva, o Pato-corredor, e mais três espécies extintas.
- Radjah - gênero monotípico composto pelo Pato-rajá.
- Salvadorina - gênero monotípico composto pela Marreca-papua.
- Tadorna - as tadornas, constitui-se de 6 espécies sendo 1 possivelmente extinta. É um gênero possivelmente parafilético.
- Centrornis - monotípico com sua única espécie extinta.
- Pachyanas - monotípico, com sua única espécie extinta.

#### Aythyinae
Composta pelos chamados "patos mergulhadores", conta com 15 espécies de distribuição mundial, divididas em dois a quatro gêneros. Nos estudos de analise morfológica realizados em 1986,  foi sugerido que o extinto pato-de-cabeça-rosada da Índia, antes separado em Rhodonessa, poderia ser alocado em Netta, mas isso foi questionado. Além disso, embora de forma morfológica seja próximo dos Anatinae, os dados obtidos com mtDNA indicam que a separação em uma subfamília distinta é o mais correto, sendo que os Tadorninae são mais próximos dos Anatinae que os Aythyinae.
- Aythya - composto por doze espécies vivas.
- Netta - possui três espécies reconhecidas, e uma quarta como alvo de questionamentos que encontra-se extinta.

#### Anatinae
É um grupo que era restrito a apenas um ou dois gêneros, mas foi estendido para incluir oito gêneros e cerca de 55 espécies, incluindo vários gêneros que anteriormente eram conhecidos como "patos empoleirados"; Por outro lado, o DNA mitocondrial confirmar que o gênero Anas é muito aglomerado e traz duvidas sobre as afiliações de vários gêneros com patos mergulhadores. Até o momento são conhecidas quatro espécies em três gêneros de moa-nalos, um grupo peculiar de anatídeos extintos que não conseguiam voar, que viviam nas ilhas do Havaí. Com grande tamanho, eram inicialmente classificadas como gansos, mas atualmente são consideradas mais próximas do pato-real.
- Anas- conta com 40 a 50 espécies (sendo três extintas) de patos.
- Chendytes - extinto entre 450-250 AC, é um membro basal deste clado.[19]
- Spatula
- Mareca
- Lophonetta
- Speculanas
- Amazonetta - A marreca ananaí
- Sibirionetta
- Chelychelynechen, Thambetochen e Ptaiochen - Correspondem aos extintos moa-nalos.

#### Tribo Mergini

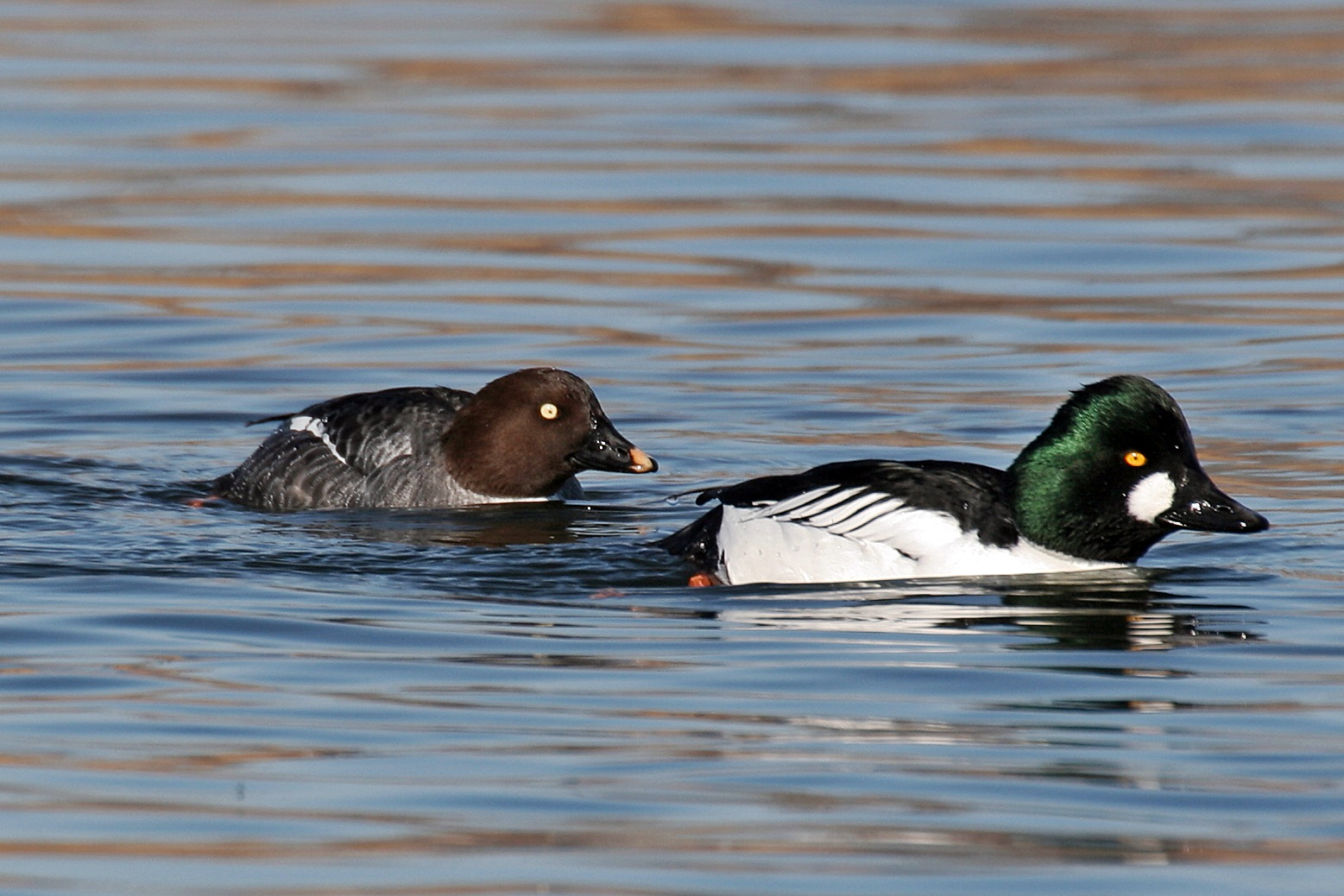
Casal da espécie Bucephala clangula, com o macho estando à direita

Nesta tribo estão incluídos os mergulhões, bicos-de-serra e outros patos-marinhos. Nela estão classificadas 9 gêneros existentes e cerca de 20 espécies vivas; boa parte deste grupo ocorre no hemisfério norte, mas há alguns mergansos habitando o hemisfério sul.
- Shiriyanetta - Pré-histórico extinto
- Polysticta - Êider-pequeno
- Somateria - 3 espécies de eideres
- Histrionicus - Pato-arlequim (inclui Ocyplonessa)
- Camptorhynchus - Pato-do-labrador (espécie da costa leste do Canadá, extinta por volta de 1878)
- Melanitta - 6 espécies de negrolas
- Clangula - Pato-de-cauda-longa
- Bucephala - 3 espécies de patos de "olhos dourados"
- Mergellus - 1 espécie de merganso viva e 1 extinta
- Lophodytes - Ganso-de-capuz
- Mergus - 4 espécies vivas e 1 extinta, de mergansos.

#### Tribo Oxyurini
Um pequeno grupo de 3 ou 4 gêneros, com 2 ou 3 deles monotípicos, somando 7 a 8 espécies vivas. 
- Oxyura - 5 espécies vivas de patos de cauda dura
- Nomonyx - Marreca-caucau
- Heteronetta - Marreca-de-cabeça-preta

### Não resolvidos

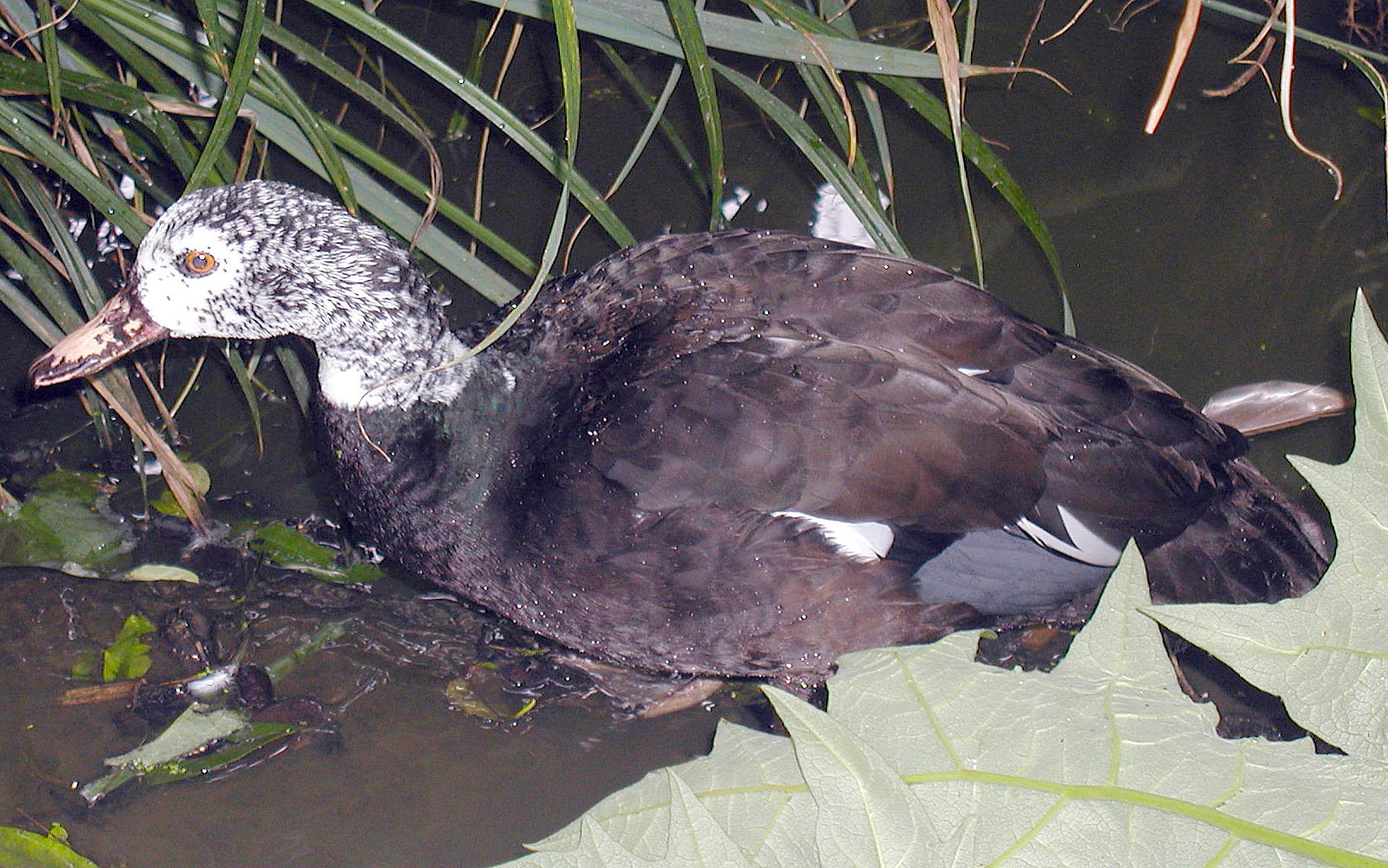
O raro pato-de-asas-brancas, uma espécie sem clara afiliação

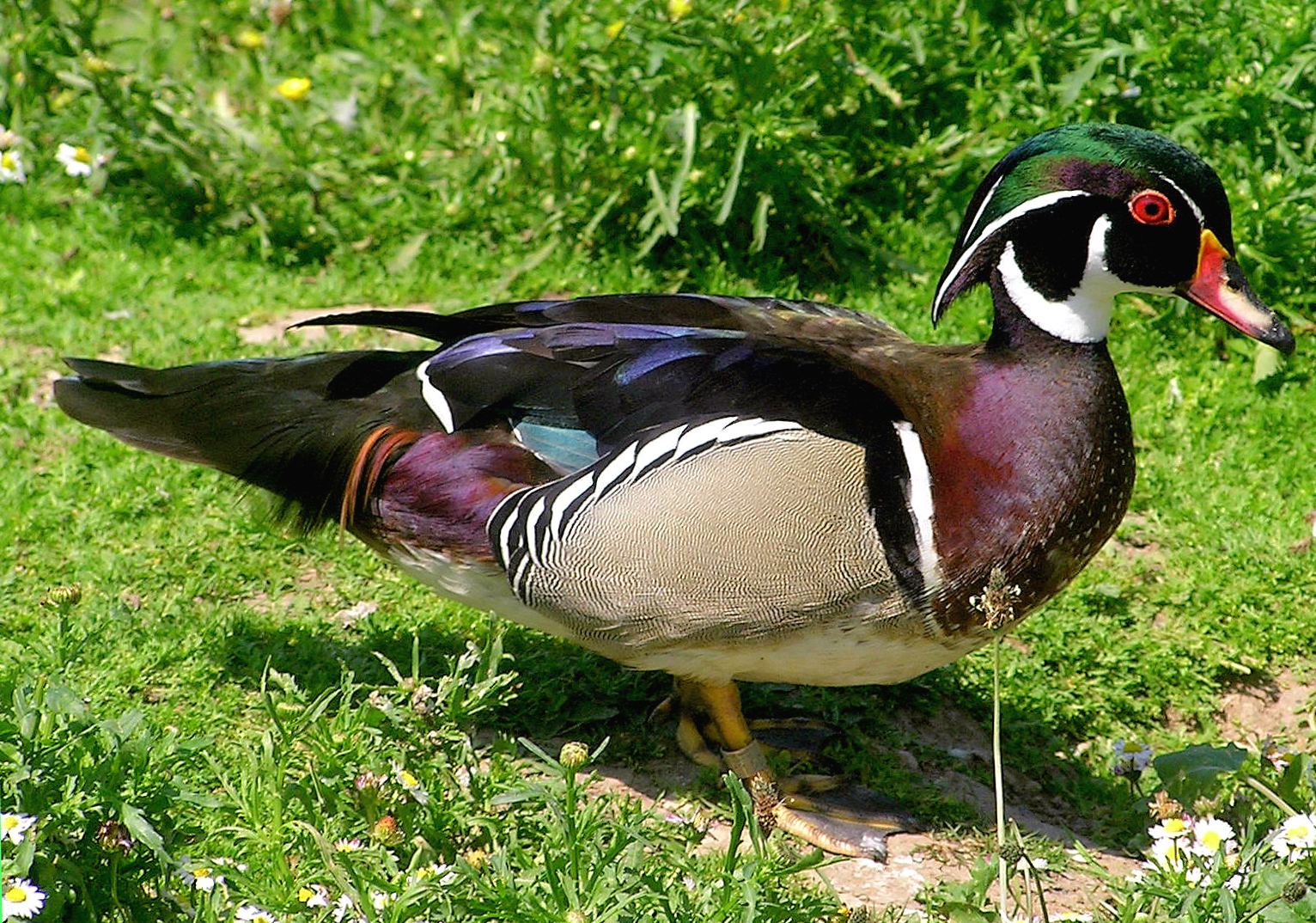
Pato-carolino

A maior incerteza está na proximidade de alguns gêneros ser maior com os Tadorninae ou com Anatinae.
- Coscoroba - Os coscoroba, são chamados de cisne sem se enquadrar no grupo de cisnes verdadeiros (do gênero Cygnus) - Pode ser Anserinae (grupo de cisnes e gansos verdadeiros) ou uma subfamília de Cereopsis.
- Cereopsis - O Ganso-cinzento australiano - Pode ser Anserinae, Tadorninae ou ter sua própria subfamília.
- Biziura - Um pequeno pato de cauda dura, pode ser classificado como Oxyurini.
- Cnemiornis - Uma ave pré-histórica chamada "ganso-neozelandês". Pode ser considerado Cereopsis.
- Malacorhynchus - Uma espécie viva de pato de orelhas rosadas, pode se enquadrar em Tadorninae, Oxyurinae ou Dendrocheninae.
- Sarkidiornis - O pato-de-crista – É Tadorninae ou é mais próximo de Anatinae?
- Tachyeres - 4 espécies de "patos-vapor" – É Tadorninae ou é mais próximo de Anatinae?
- Cyanochen- Ganso de asas azuis, morfologicamente parecido com Chloephaga – É Tadorninae ou de um clado mais distante?
- Nettapus - 3 espécies de gansos pigmeus – É Anatinae ou parte da irradiação do Hemisfério Sul?
- Pteronetta - tradicionalmente parte de Anatinae,  mas pode estar mais próximo de Cyanochen.
- Cairina e Asarcornis - O pato-do-mato sul-americano e o pato-de-asas-brancas asiático, morfologicamente similares, tradicionalmente considerados Anatinae, mas podendo ser parafiléticos, com uma espécie em Tadorninae e outra mais próxima de Aythyinae.
- Aix - Compreende aos marrecos Mandarim e Carolino - São Anatinae ou Tadorninae?
- Callonetta - A marreca-de-coleira - São Anatinae ou Tadorninae?
- Chenonetta – São Anatinae ou Tadorninae? Inclui Euryanas.
- Marmaronetta- Pardilheira – anteriormente era Anatinae; atualmente pode ser Aythyinae ou uma família distinta.